# Un poison violent
Pour plus de détails, voir Fiche technique et Distribution.
Un poison violent est un film français réalisé par Katell Quillévéré présenté en mai 2010 à Cannes dans la sélection de la Quinzaine des réalisateurs et sorti en salles le 4 août 2010. Le film est lauréat du prix Jean-Vigo 2010.

## Synopsis
Anna, quatorze ans, passe les vacances d'été en Bretagne chez sa mère dans la maison familiale de son grand-père dont elle est très proche et qui vit retiré en ermite malade au dernier étage. En pleines difficultés de l'adolescence, aggravées par la séparation de ses parents, elle vit une crise mystique difficile, se rendant aux enterrements, hésitant pour sa confirmation religieuse, questionnant un prêtre qui remplace son père absent. Son corps de jeune femme lui attire les regards de ses proches, soit par désir timide (un petit ami), soit par jalousie (sa mère, qui vit elle-même une difficile crise de la quarantaine), et l'agite sur ses sentiments et désirs.

## Fiche technique
- Titre : Un poison violent
- Réalisation : Katell Quillévéré

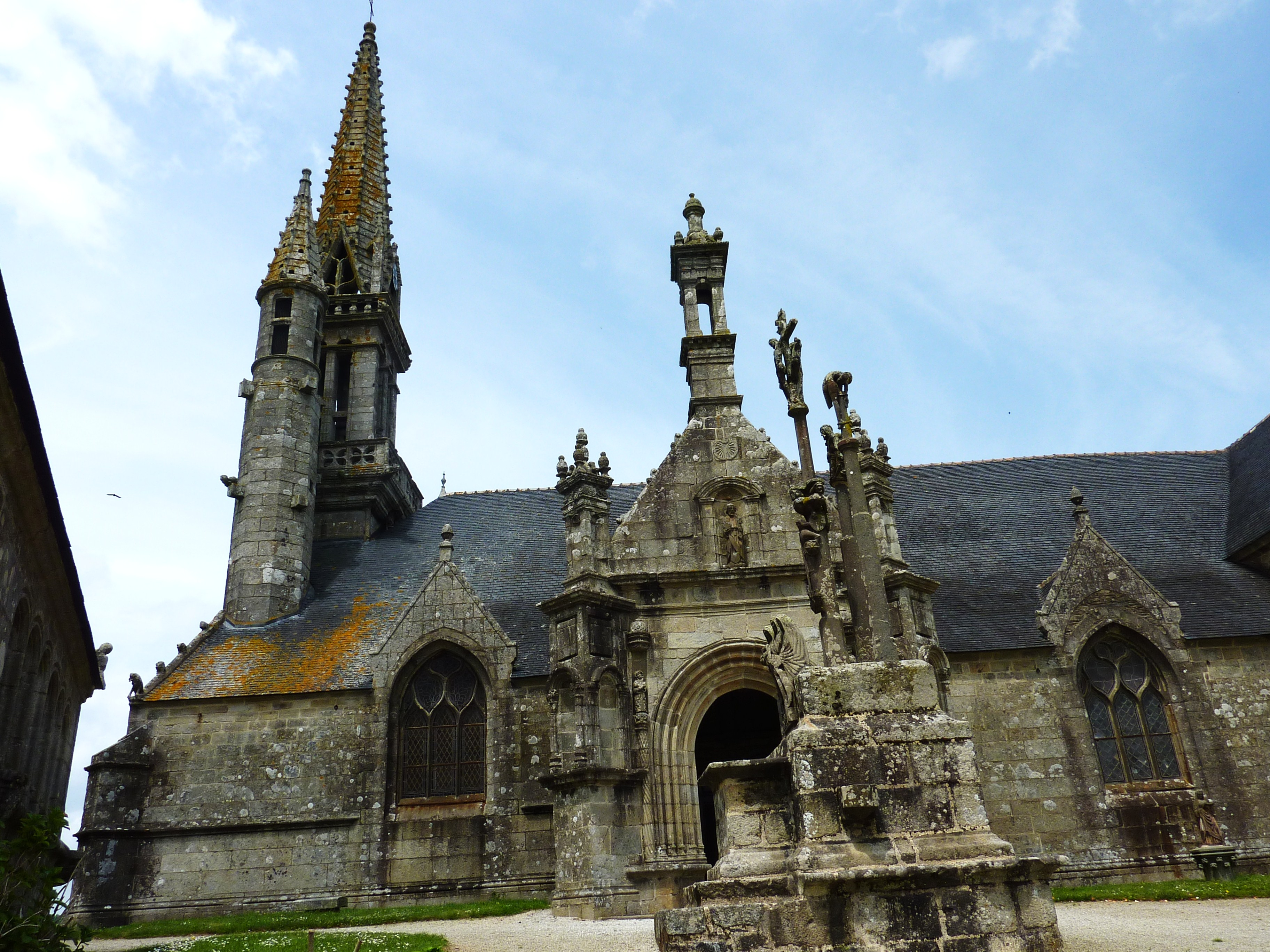
Calvaire et église Notre-Dame-et-Saint-Tugen de Brasparts où a eu lieu une partie du tournage

- Scénario et dialogues : Katell Quillévéré et Mariette Désert
- Photographie : Tom Harari
- Montage : Thomas Marchand
- Son : Florent Klockenbring
- Décors : Anna Falguères
- Costumes : Mahemiti Deregnaucourt
- Musique originale : Olivier Mellano
- Pays de production :   France
- Langue : français
- Producteurs : Mathieu Verhaeghe et Justin Taurand
- Sociétés de production : Les Films du Bélier et Arte France Cinéma, en association avec Cinémage 4
- Distribution : Sophie Dulac Distribution (France), Les Films de l'Elysée (Belgique), Films Distribution (international)
- Budget : 2,15 M€[1]
- Format : couleur - 1,85:1 - 35 mm - Son Dolby Digital
- Durée : 92 minutes
- Dates de sortie : 
  - France : mai 2010 au Festival de Cannes 2010 lors de la Quinzaine des réalisateurs
  - France / Belgique : 4 août 2010 en salles

## Distribution
- Clara Augarde : Anna
- Lio : Jeanne, la mère d'Anna
- Michel Galabru : Jean, le grand-père paternel d'Anna
- Stefano Cassetti : le père François, prêtre italien
- Thierry Neuvic : Paul, le père d'Anna
- Youen Leboulanger Gourvil : Pierre, le garçon amoureux d'Anna
- Philippe Duclos : l'évêque pour la confirmation
- François Bernard : le grand-père maternel d'Anna
- Françoise Navarro : la grand-mère maternelle d'Anna

## Projet et réalisation
Le titre du film, Un poison violent, est tiré de la chanson Un poison violent, c'est ça l'amour de Serge Gainsbourg
Clara Augarde, qui avait 14 ans lors du tournage, a accepté d'avoir des scènes seins nus, mais elle a refusé de jouer celle où son personnage soulève sa chemise de nuit pour montrer ses parties génitales (Une doublure plus âgé l'a remplacée).

## Réception critique
Télérama loue la « délicatesse » de ce film qui navigue « sur un mode impressionniste, avec d'authentiques éclats de grâce ». L'hebdomadaire culturel salue également la direction d'acteurs, qui « révèle des visages familiers sous des angles inconnus » et annonce la "naissance d'une réalisatrice" . L'Humanité insiste sur l' « étonnante maîtrise » du film, qui repose sur une dramaturgie de regards et de contrastes.
Libération le rapproche, dans un article au style décalé, de « la Thérèse d'Alain Cavalier » soulignant « le beau moment du film », « celui du retournement. Quand Anna va user du catholicisme qui la ronge à des fins vaudoues qui vont la libérer.». Le Figaro parle d'un film « mélancolique et lumineux », évoque une réalisatrice qui n'a « pas peur des silences, de la durée, des cérémonies. Elle n'est pas à la mode. Il y a chez elle quelque chose de sobre et de grand, de la densité et de la retenue.». Ouest-France note que la réalisatrice « parvient à aller au-delà d'un genre très codé et codifé pour afficher sa marque personnelle dans le propos ».
La Croix évoque l' « acuité » du regard posé sur ce drame et vante l'originalité du récit, qui parvient à lier le thème de l'adolescence à celui de la foi : « sujet troublant, que la réalisatrice traduit parfois de manière très directe, au risque de choquer, même si le film, dans son ensemble, est plutôt dominé par un sentiment de retenue ». Le Nouvel Observateur parle d' « un beau portrait de jeune fille insoumise » et salue la prestation de Clara Augarde, qui campe un personnage « à la virginité aussi subtile que lumineuse ». Toujours dans Le Nouvel Observateur, Jérôme Garcin parle, dans sa chronique culturelle, d' « un petit film qui a la grâce » et compare Clara Augarde avec « la Thérèse de Cavalier revue par Truffaut ».
Les Inrockuptibles évoque un film « inégal mais attachant », portant « à incandescence cette équation de l'adolescence féminine où le mystère (celui de la foi) et le déchirement (entre le corps et l'esprit) nouent leurs énergies contradictoires ». L'hebdomadaire regrette toutefois la relative timidité du récit, où « les conflits sont déterminés posément, la montée des fureurs regardée lointainement, et les contradictions des âmes apaisées avant même qu'elles ne se soient frottées aux aspérités des uns et des autres ». Or, pour le journal, ce « désir de suspension élégiaque quelquefois artificiel (...) prive la violence de sa dimension aléatoire ».
Pour Le Monde - qui lui adjuge deux étoiles sur trois - le film « dépeint moins la révolte d'une adolescente qui rejetterait tout ce qui l'a constituée jusque-là que sa découverte du libre arbitre ». L'article souligne le fait que la réalisatrice, par cette œuvre, « s'inscrit modestement, sans racolage, dans une certaine tradition française de la chronique de vie de province, sans effet pictural, dans une veine qui se rapprocherait de celle de Maurice Pialat ».
Studio Ciné Live remarque la « justesse » de l'ensemble mais émet quelques réserves quant à la dimension datée des personnages décrits et du traitement académique, ou « déjà vu », de la question religieuse. Mais « si la cinéaste ne pousse pas assez loin son sujet », le journal évoque une « belle maîtrise de la caméra ». Dans le même numéro, un portrait élogieux de la réalisatrice par Thierry Chèze qui soutient le film avec beaucoup d'enthousiasme .
La revue Positif qualifie la mise en scène d'« académique » mais retient la qualité des comédiens. Les Cahiers du cinéma évoque dans une notule un « film trop sage, et trop sûr de ses effets, ce qui fait sa maladresse ». Pour la revue de cinéma, le chaos décrit est bien trop « ordonné » et « tout se répond sans grande incarnation ». Malgré l'évocation de belles séquences, la revue reproche à l'auteure d'avoir cherché « inexplicablement la voie du film choral », dans laquelle chaque personnage « se voit ainsi artificiellement doté d'un conflit intérieur ».
Le magazine Première reproche au film sa lourdeur, car « le scénario et la mise en scène n'y vont pas de main morte ». Le site culturel Fluctuat.net souligne la prudence dramatique du film et sa mise en scène « trop timide pour convaincre ». Malgré une direction d'acteurs convaincante, le film « peine à trouver du souffle et s'appuie sur des automatismes faciles - comme la fréquente utilisation de chansons anglo-saxonnes pour exprimer le spleen adolescent ».
Le site Artistik Rezo salue la distribution audacieuse du film mais regrette la trop grande pudeur du scénario, « peu flatteur ou prévisible », qui finit par désincarner ses propres personnages - Anna opposant une « froideur et une mollesse peu communes » aux passions qui la tourmentent.

## Bande originale
- Laisse tes yeux (Tom Harari) interprété par Youen Leboulanger-Gourvil
- T'approcher Seigneur (Didier Rimaud / Jacques Berthier) interprété par l’Ensemble Choral du Bout du Monde
- Greensleeves (Chant traditionnel) interprété par Barbara Dane
- Embrasse-moi vite interprété par Jean Bretonnière
- Cricket interprété par Collie Ryan
- Toi mon démon (Bonifay / Magenta) interprété par Gloria Lasso
- Bless the lord interprété par Maranatha
- Malio'o (A.Lovo / R.Bells) interprété par The Roicoco
- When I Was a Young Girl (Chant traditionnel) interprété par Barbara Dane
- Ouvre (Edmond Haraucourt / Leonce Laurent) interprété par Clara Augarde
- Creep de Radiohead (T.Yorke / E.O'Brien / C.Greenwood / P.Selway / A.Hammond / M.Hazelwood) interprété par Scala

## Distinctions
- Sélectionné dans la Quinzaine des réalisateurs lors du Festival de Cannes 2010
- Katell Quillévéré a été Lauréate Émergence 2007, association qui aide les jeunes auteurs à préparer leur premier film[20]. pour ce film
- Lauréate 2008 de la Fondation Gan pour le Cinéma pour Un Poison violent[21]
- Prix Spécial du Jury du Prix Junior du Meilleur Scénario 2008
- Prix Jean-Vigo 2010